# 99. vestlige længdekreds
Den 99. vestlige længdekreds (eller 99 grader vestlig længde) er en længdekreds, der ligger 99 grader vest for nulmeridianen. Den løber gennem Ishavet, Nordamerika, Stillehavet, det Sydlige Ishav og Antarktis.